# Hydrozetes eichhornia
Hydrozetes eichhornia är en kvalsterart som först beskrevs av Soliman, Hussein och Ramadan 1991.  Hydrozetes eichhornia ingår i släktet Hydrozetes och familjen Hydrozetidae. Inga underarter finns listade i Catalogue of Life.